# Berberis jiangxiensis
Berberis jiangxiensis är en berberisväxtart som beskrevs av C.M. Hu. Berberis jiangxiensis ingår i släktet berberisar, och familjen berberisväxter. Inga underarter finns listade i Catalogue of Life.